# Schimbach (Birkenau)
Schimbach ist ein Weiler in der Gemarkung Reisen der Gemeinde Birkenau im südhessischen Landkreis Bergstraße.

## Geographische Lage
Schimbach liegt im Osten der Gemarkung Reisen und nordöstlich des Hauptortes Birkenau im Vorderen Odenwald am Oberlauf des Schimbachs. Der Weiler besteht aus verstreut liegenden landwirtschaftlichen Gehöften, die postalisch als Schimbach 1 bis 21 nummeriert sind.

## Geschichte
Die Schreibweise Schimpffenbach ist seit dem Jahr 1480 belegt.
Die Geschichte Schimbachs ist weitgehend mit der von Reisen identisch. So gehörte es wie Reisen zur Zent Waldmichelbach der Kurpfalz und kam 1803 zur Landgrafschaft Hessen, die 1806 im Großherzogtum Hessen aufging. Im Zuge der Verwaltungsreform von 1821 wurde Schimbach der Bürgermeisterei in Ober-Mumbach zugeordnet.
Die Statistisch-topographisch-historische Beschreibung des Großherzogthums Hessen berichtet 1829 über Schimbach:

„Schimbach (L. Bez. Lindenfels) luth. und kathol. Filialdorf; liegt 3 3⁄4 St. von Lindenfels, gehört in die Gemarkung von Reissen, und hat 4 Häuser und 52 Einw., nämlich 31 Luth., 20 Kath. und 1 Reform. Im Jahr 1802 kam der Ort von Churpfalz an Hessen.“

In den Statistiken des Großherzogtums Hessen werden, bezogen auf Dezember 1867, für den Weiler Schimbach vier Häuser und 45 Einwohner angegeben. Schimbach ist jetzt der Bürgermeisterei in Reisen zugeordnet. Im Jahr 1927 wurden noch 41 Einwohner gezählt.
Schimbach wurde im Zuge der Gebietsreform in Hessen zusammen mit Reisen am 31. Dezember 1970 Teil der Gemeinde Birkenau. Seitdem gehört Schimbach zum Ortsbezirk Reisen und für den Weiler ist der dortige Ortsbeirat und Ortsvorsteher zuständig.

## Verkehr
Schimbach wird durch die zwei Kilometer lange Kreisstraße K 209 als Stichstraße vom Ortsteil Reisen aus für den überörtlichen Verkehr erschlossen.